# 선전 증권거래소
선전 증권거래소(深圳证券交易所)는 1990년 12월 1일 중화인민공화국 선전경제특구에 설립되어 1991년 7월에 정식 영업을 시작한 증권거래소로 상하이 증권거래소, 베이징 증권거래소와 함께 비영리 회원제 사업법인이다. 한국어로 선전(深圳)을 흔히 심천으로 부르며 이로 인해 심천증권거래소로 불리기도 한다.

## 시장내 규범
- 하이테크산업의 성장형 기업을 대상으로 한다.
- 거래화폐는 런민비와 홍콩 달러로 한다.
- A주는 런민비로 거래해야 하며 중화인민공화국의 내국인만 거래가 가능하다.
- B주는 홍콩 달러로 외국인이나 외국의 개인이 투자가 가능하다.
- 최소 100주 단위로 주식을 매수 할 수 있으며 매도단위는 제한이 없다.
- 일반종목은 상하 10퍼센트로 ST(특별관리종목) 상하 5퍼센트로 일일 가격제한폭이 있다.

## 같이 보기
- 돈
- 런민비
- 홍콩 달러
- 주식
- 매매
- 거래
- 홍콩 증권거래소
- 상하이 증권거래소
- 베이징 증권거래소